# Brasserie Röhrl (Famille Röhrl)
La brasserie Röhrl (en allemand Brauerei Röhrl) est une des plus anciennes brasseries bavaroises dont le siège est installé à Straubing, au nord de Munich. 
La brasserie est fondée en 1431 par les moines de l'abbaye de Metten puis est rachetée en 1881 par Josef Röhrl, issu d'une famille bavaroise investie dans le houblon. La brasserie n'est aujourd'hui plus directement dirigée par un membre de la famille Röhrl.   

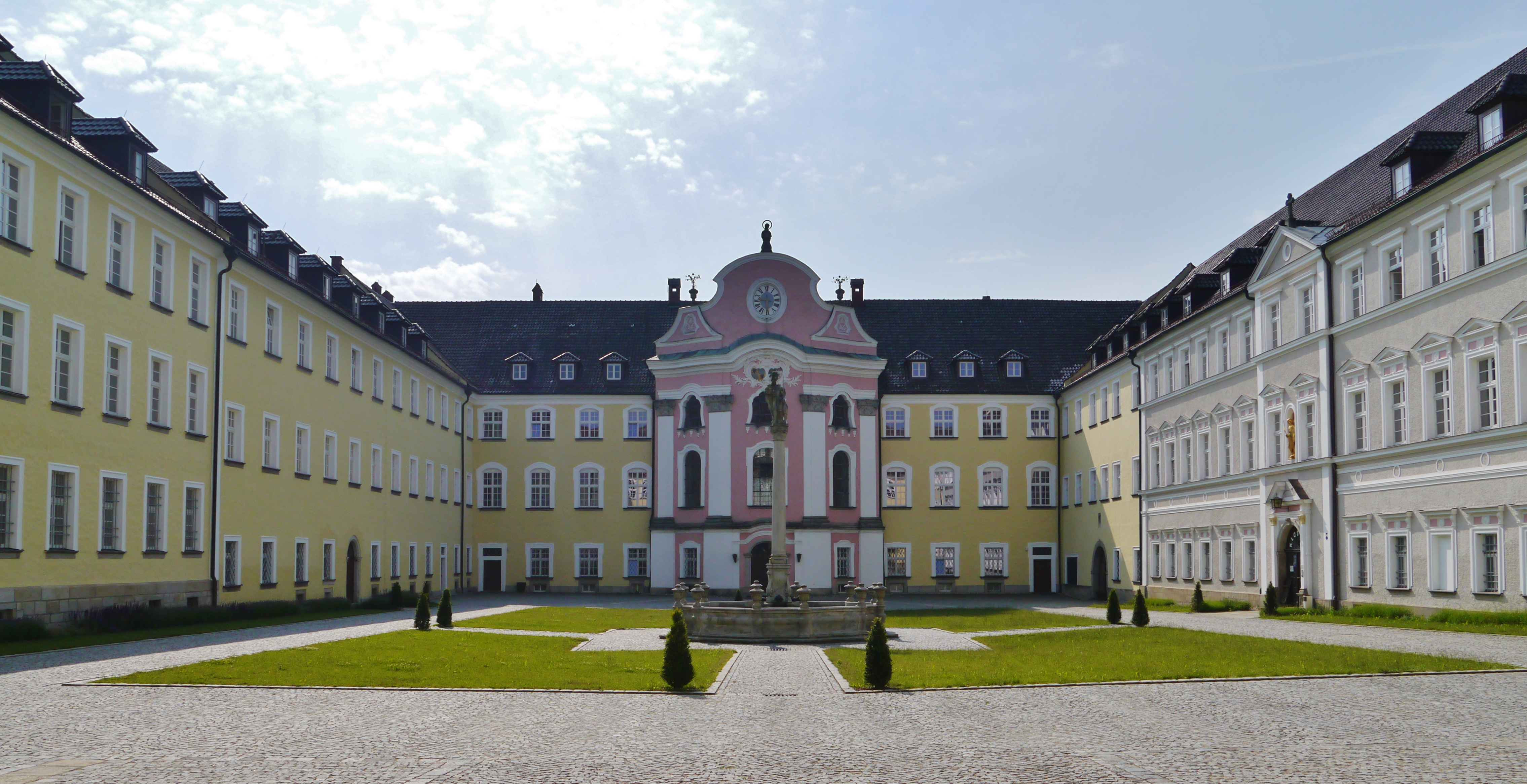
Abbaye de Metten, en Bavière.

La famille Röhrl fondera également des brasseries à Munich, Neu-Ulm, Ludwigshafen et Hanovre. Elle est à l'origine de la bière Desperados, lancée en 1995 par la brasserie Fischer, près de Strasbourg,. Une branche de la famille est anoblie en Bavière en 1871. 

## Histoire des brasseries Röhrl
Les différentes brasseries Röhrl arrivent rapidement à s'imposer dans le paysage bavarois en voyant leur bière être commercialisée sur l'ensemble du territoire que forme alors le royaume de Bavière au début du XXème siècle. La famille formera en quelques générations une véritable dynastie de maîtres brasseurs jusqu'au début du XXIème siècle.  